# Olalla (racconto breve)
Olalla è un racconto breve scritto dallo scrittore scozzese Robert Louis Stevenson, pubblicato nel numero di Natale del 1885 del periodico The Court and Society Review, poi riedito nel 1887 dall'editore Chatto & Windus come parte della raccolta Gli Allegri Compari e Altri Racconti (The Merry Men and Other Tales and Fables).
Ambientata in Spagna durante la Guerra di Indipendenza, la storia è basata su un sogno di cui Stevenson parla nel suo saggio del 1888, A Chapter on Dreams, nel quale descrive le difficoltà sperimentate nell'adattare dei sogni di natura personale in storie destinate ad un pubblico vasto. Stevenson scrisse la storia nello stesso periodo in cui stava lavorando a Lo Strano Caso del Dottor Jekyll e del Signor Hyde, pubblicato nel 1886.

## Storia editoriale

### Bournemouth (1884-1887)
Stevenson scrisse Olalla durante la sua permanenza a Bournemouth, in Inghilterra, dal 1884 al 1887. Lo scrittore si era trasferito in questa città con la moglie Fanny Van de Grift per riprendersi dalle condizioni di salute precarie in cui versava. Egli soffriva infatti di tubercolosi, malattia che segnò sempre la sua vita fin dall'infanzia. Le condizioni in cui visse a Bournemouth ebbero una grande influenza sulle opere che videro la luce in quegli anni. Fu un periodo particolarmente tormentato, ma anche segnato da zelo letterario: in quegli anni vennero concepiti, insieme a Olalla, altri lavori quali Il Trafugatore di Salme (1884), Markheim (1885), Il Dinamitardo, scritto a quattro mani con la moglie e pubblicato nel 1885, e la sua opera più famosa, Lo Strano Caso del Dottor Jekyll e del Signor Hyde (1886). Stevenson fu anche impegnato sul versante della produzione teatrale: collaborò infatti con l'amico William Ernest Henley alla scrittura di alcune rappresentazioni teatrali fra cui Admiral Guinea (1884) e Macaire (1885), non riscuotendo però il successo sperato. 
La permanenza a Bournemouth si rivelò particolarmente sofferta dallo scrittore principalmente per due motivi: lo stato di immobilità cui la malattia lo obbligava (era costretto a letto per gran parte delle giornate), percepito come una prigionia, ed il contatto con una classe sociale la cui mentalità egli aveva criticato, ovvero la borghesia. Tale senso di oppressione si rifletté anche nei rapporti con la moglie, segnati da inquietudine e insofferenza: Fanny aveva adottato un atteggiamento protettivo percepito come asfissiante da Stevenson, che mal tollerava le sue ingerenze nella sua routine di scrittura e nella collaborazione con Henley, verso cui la moglie nutriva forti antipatie. Un episodio accaduto durante il soggiorno, ossia il morso della mano di Stevenson da parte della moglie, per soffocare uno scoppio di risa isteriche, venne riportato dallo scrittore in Olalla, dimostrando come l'atmosfera asfissiante di Bournemouth fosse servita da fonte di ispirazione per alcune scene cruciali della storia. È inoltre possibile ricondurre lo scenario della sierra spagnola in cui la storia è ambientata, all'arido paesaggio della California, che fu teatro dei primi anni di convivenza fra i due coniugi. 

### La genesi onirica
Nel suo saggio del 1888, A Chapter on Dreams, Stevenson racconta come sia per Lo Strano Caso del Dottor Jekyll e del Signor Hyde che per Olalla egli avesse tratto ispirazione da visioni oniriche, che avrebbe in seguito adattato coscientemente come narrazione per il grande pubblico. Per quanto riguarda Olalla, Stevenson racconta di aver sognato un cane dall'aspetto inizialmente innocuo, assopito in mezzo ad un cortile. Una folata di vento improvviso avrebbe trasformato la natura innocua della bestia in qualcosa di terribilmente perturbante, provocando in lui un moto di repulsione. Fra gli elementi presenti in questo sogno e confluiti direttamente nella novella, figurano alcune scene, come quella della madre di Olalla e del cortile spazzato da folate di vento, della camera della ragazza, dell'incontro sulla scalinata, della finestra rotta e infine del morso (verificatasi realmente). Lo scrittore aggiunge di aver integrato questo materiale con altri elementi concepiti coscientemente, fra cui lo scenario dei monti spagnoli, il personaggio di Felipe e del prete e la morale della storia: il suo sogno non andava infatti "al di là del cortile" per quanto concerne gli ambienti.

## Trama
Il protagonista è un anonimo soldato scozzese; dopo esser stato ferito in guerra, il giovane viene preso in cura ed ospitato nella residenza di una misteriosa famiglia di nobili decaduti e in disgrazia, perché possa riprendere completamente le forze. Prima di partire, viene informato dal prete che si prende cura di ciò che resta della famiglia che lo ospita - la madre e due figli, Felipe e Olalla - che si tratta di persone ormai ai margini della società. La loro condizione sociale di nobili è venuta meno in seguito alla povertà che li ha colpiti, alla degenerazione mentale di cui l'ultimo capostipite soffre, tramandata di discendente in discendente, e all'unione della madre di Felipe e Olalla con un uomo di basso livello sociale, un carrettiere o addirittura un bandito. Frutto di quest'ultimo legame sarebbero i due figli illegittimi, ultimi eredi della casata, il cui sangue non è più puro. Il soldato fa dapprima conoscenza con Felipe, poi con la madre del ragazzo, una donna sensuale chiamata semplicemente Señora.
Durante il suo soggiorno, il protagonista comincia a nutrire dei sospetti sulla natura della famiglia, e decide di indagare sugli strani fenomeni che si verificano nella residencia: dopo essere stato rinchiuso in camera dai suoi ospiti, divenuti inspiegabilmente inquieti, nel momento in cui un forte vento si alza sui monti, sente dall'esterno della stanza delle urla disumane. In seguito a questi eventi, incontra la terza componente della famiglia, Olalla. I due sono fortemente attratti l'uno dall'altra, ma la loro relazione non può essere realizzata. Olalla è consapevole del destino cui il suo lignaggio va incontro, che ella definisce come "regressione" e "decadenza", e non intende trasmettere ad una futura generazione lo stigma da cui sono colpiti lei stessa e la sua famiglia. Intima dunque al soldato di andarsene il prima possibile, provocando in lui una reazione violenta: il giovane si ferisce alla mano, e chiede aiuto alla Señora, che rivela istinti vampireschi, affondando i denti nella mano ferita del soldato. Soccorso da Olalla, il protagonista viene infine convinto a lasciare la residencia. Giunto nel villaggio più vicino, riceve ulteriore conferma della pericolosità di quella famiglia, tanto che i suoi abitanti decidono di attaccarne il castello. La storia si conclude con l'ultimo incontro fra il soldato e Olalla, che si svolge su una collina accanto a un crocifisso. Il soldato vorrebbe portare Olalla con sé, ma la ragazza rifiuta, convinta di poter salvare entrambi solo attraverso il sacrificio e la rinuncia all'amore.

## Personaggi

### Soldato
Protagonista della storia è un anonimo soldato scozzese, ferito in Spagna "per la buona causa", presumibilmente durante la Guerra di Indipendenza Spagnola. Il medico che lo ha in cura descriverà l'ambiente in cui si trova attraverso stereotipi propri dell'ottica colonialista, contrapponendo il soldato, ritenuto un rappresentante esemplare dello spirito inglese, alla gente che lo accoglierà come ospite, definita dal dottore come "semplice" e superstiziosa.  Tale affermazione verrà riconfermata dall'atteggiamento paternalistico adottato dal soldato stesso nei confronti della famiglia spagnola, specialmente nei confronti di Felipe, che in sua presenza viene trattato come un bambino o come un criminale da punire. Tuttavia, l'opposizione fra la civiltà che egli dovrebbe rappresentare e l'animalità insita nella natura umana, costituisce per questo personaggio una minaccia cui non può resistere senza rischiare di cedere: la forte attrazione di natura fisica che egli prova verso Olalla e l'inquietudine inspiegabile e istintiva che condivide con Felipe mentre il vento imperversa sui monti ne danno degli indizi, e lo accomunano agli ospiti da cui vorrebbe distinguersi, stranieri e "altri" ai suoi occhi come egli lo è ai loro. Egli stesso reagisce infatti con slanci irrazionali di violenza, esattamente come Felipe, come nel caso in cui accecato dall'ira sfonda una finestra con un pugno.

### Felipe
Un ragazzo fisicamente perfetto ma mentalmente limitato, di notevoli doti atletiche. La descrizione che ne viene fatta anticipa alcuni tratti che saranno poi attribuiti anche a Edward Hyde: aspetto scimmiesco o bestiale in generale (l'accostamento con gli animali è molto frequente per questo personaggio), violenza gratuita e mancanza di empatia. Questi elementi fanno di Felipe il ritratto di quello che all'epoca era considerato "degenerato", cioè primitivo e/o criminale; in conformità all'ottica vittoriana, questo attributo viene anche associato alla prossimità del ragazzo alla classe contadina, identificata come "sottosviluppata". Il personaggio di Felipe non era presente nel sogno di Stevenson, e la sua origine è stata messa in relazione a diversi modelli letterari. In particolare, per la scena della tortura dello scoiattolo lo scrittore avrebbe tratto ispirazione da A Strange Story di Bulwer-Lytton, mentre la descrizione fisica del giovane sarebbe una reminescente di quella di Donatello ne Il Fauno di Marmo di Hawthorne. 

### Señora
La madre di Olalla e Felipe, una donna tanto sensuale e bella quanto poco sviluppata dal punto di vista cognitivo, vive in una condizione di totale torpore, sia fisico che mentale. Viene spesso descritta in atteggiamenti indolenti: immobile e impassibile, trascorre intere giornate sotto il sole cocente o davanti al camino. Come Felipe parla poco, usando parole monotone e semplici. È lei a rivelare al soldato tramite un'azione imprevista e improvvisa la natura animalesca della sua stirpe: l'atto di mordere la mano dell'uomo è descritto come inumano e bestiale, se non vampirico, ed è ispirato ad un episodio realmente avvenuto nella vita di Stevenson. Alcuni hanno letto nella caratterizzazione di questo personaggio la personificazione del peccato capitale dell'accidia, altri hanno individuato nel personaggio il doppio di Olalla, o la personificazione del cane indolente e apparentemente innocuo apparso in sogno a Stevenson.

### Olalla
È una giovane donna colta e di bell'aspetto, silenziosa e avvolta dal mistero. Il prete che si occupa della sua famiglia la descrive come una ragazza devota e modesta, di una prudenza ed intelligenza che la distinguono sia dalla madre che dal fratello. Il protagonista, nell'esplorare le sue stanze, viene a conoscenza dell'indole in realtà profondamente tormentata di Olalla. I libri di religione e poesia gettati alla rinfusa nella sua stanza spoglia e buia e i versi sacri scritti dalla ragazza, rivelano la sua ostinazione nel rifugiarsi nella letteratura, e nel cercare - senza successo - di trarne ristoro. La ragazza è infatti consapevole di essere l'unica sopravvissuta al processo di "regressione" che ha colpito la sua famiglia, ed è cosciente del fatto che soltanto lei può arginare i danni che potrebbero essere inferti dall'incontrollabile violenza dei suoi familiari. Fino alla scena del fatale incontro col soldato, Olalla resta una presenza occulta: l'incontro fra i due viene anticipato dal fascino magnetico che il ritratto di un'antenata della casata esercita sul protagonista e che rappresenta i tratti ereditari tipici e più esemplari della stirpe, interpretabili tuttavia anche come tratti satanici. Nel momento in cui Olalla e il soldato si incrociano, scambiandosi sguardi eloquenti e carichi di tensione sessuale, nessuna parola viene proferita: il silenzio, con la solitudine, è infatti l'elemento regnante nell'atmosfera creata dal romanzo.
Olalla si presenta come un personaggio dalla natura contraddittoria e ambigua. Da un lato, il suo nome si riferisce ad una santa e martire spagnola, e tale elemento indirizzerebbe il lettore a interpretare il personaggio in termini puramente spirituali: come un martire offre la vita per perpetuare e testimoniare gli insegnamenti della Bibbia, così Olalla sacrifica la sua natura carnale e rinuncia all'amore per dare prova della sua umanità e per non perpetuare la degenerazione della sua stirpe. La rinuncia all'amore è inoltre un elemento che accomuna il soldato, calvinista, e Olalla, cattolica. D'altra parte il suo nome potrebbe anche riferirsi ai personaggi che hanno ispirato Stevenson nella stesura dell'opera: Carmilla (o Mircalla) di Le Fanu o Morella di Poe, prototipi della femme fatale, tanto seducente quanto mortale.

## Critica
Olalla non fu particolarmente apprezzata dallo stesso Stevenson, che in alcune lettere risalenti al periodo di Bournemouth lamenta una mancanza di autenticità nell'opera, mettendola a confronto con il coevo Markheim, che definisce invece "vero": l'unico elemento del racconto che lo scrittore elogia è lo stile, attento alla polisemia del lessico, e scelto, come in altre sue opere, con grande ponderazione. Il motivo per cui Olalla "suona falsa" a Stevenson non è chiaro, tuttavia sono state avanzate delle ipotesi per giustificare lo scarso favore di cui godette l'opera da parte del suo stesso creatore, e della critica, che ha spesso definito il racconto come "abortito", anche in ragione della sensazione di "non-concluso" suscitata dal finale, ritenuto affrettato.
Fra le opere che avrebbero ispirato Stevenson nella stesura di quest'opera sono state annoverati i racconti di Poe Morella, Il Ritratto Ovale e La Caduta della Casa degli Usher; Lamia di Keats; Christabel di Coleridge; il Fauno di Marmo di Hawthorne; Carmilla di Le Fanu; A Strange Story di Bulwer-Lytton; Il Castello di Otranto di Walpole; Hérodias di Flaubert e la stessa Daughter of Herodias di Stevenson. Le loro tracce, palesi in Olalla, renderebbero la materia narrativa artificiale, prevedibile e poco autentica, soprattutto nelle parti che non furono di ispirazione onirica. 
Altre opere critiche, concentrandosi sulla valenza psicoanalitica del racconto, hanno messo in evidenza il disagio con cui Stevenson avrebbe affrontato una storia in cui i protagonisti e i doppi sono delle donne più potenti degli uomini, diversamente da quanto spesso accade nei racconti dello scrittore, popolati da un universo esclusivamente maschile: questo disagio nell'approcciarsi ad un rapporto fra i due sessi segnato dall'attrazione sessuale e dal conseguente odio del proprio corpo, di stampo tanto calvinista quanto cattolico, lo avrebbe portato a ripudiare la sua opera. Il conflitto e la confusione che si instaurano fra femminilità e mascolinità nel racconto sarebbero inoltre stati percepiti dall'autore come una minaccia per l'identità individuale, e dunque rigettati inconsciamente.
Un'altra lettura dell'opera ha preso in esame la circostanza e la formula editoriale nella quale l'opera venne pubblicata: essa comparve infatti in occasione della strenna di Natale, ed è tradizione radicata in Inghilterra che la notte del 24 dicembre si raccontino storie di fantasmi o dell'orrore, consacrate da Charles Dickens, o racconti impregnati di ideali positivi di risanamento spirituale e rinascita. Olalla perseguirebbe tali fini: il soldato viene risanato sia fisicamente, tramite la guarigione dalle sue ferite, che spiritualmente, giungendo alla consapevolezza che "il piacere non è un fine, ma una casualità", e rinunciando di fatto agli slanci istintivi e autodistruttivi del proprio corpo travolto dalla passione.

## Edizioni italiane
- in Racconti e favole, trad. e cura di Aldo Camerino, Milano, Mondadori, 1959.
- in Lo strano caso del dottor Jekyll e mister Hyde e altri racconti, Firenze, Vallecchi, 1969.
- Olalla, Nota introduttiva di Giorgio Manganelli, traduzione di Aldo Camerino, Collana Centopagine n.33, Torino, Einaudi, 1974.
- in Racconti e romanzi brevi (1882-1887), a cura di Salvatore Rosati, Milano, Mursia, 1985.
- Olalla, traduzione e postfazione di Ornella De Zordo, Firenze, Giunti, 1994, ISBN 978-88-092-0383-9.
- in I racconti, trad. e cura di Alessandro Ceni, Collezione i millenni, Torino, Einaudi, 1999, ISBN 978-88-061-4223-0; 2 voll., Collana ET Classici, Einaudi, 2001.
- Olalla, traduzione di Simone Garzella, Collana Le occasioni, Bagno a Ripoli, Passigli, 2006, ISBN 978-88-368-0929-5.
- Olalla, e-book, Vento dell'Est, 2016.